# Luxuriant magazine
 (avril 2011).
Si vous disposez d'ouvrages ou d'articles de référence ou si vous connaissez des sites web de qualité traitant du thème abordé ici, merci de compléter l'article en donnant les références utiles à sa vérifiabilité et en les liant à la section « Notes et références ».
Luxuriant magazine était un magazine gratuit luxembourgeois mensuel, ayant pour thème l'actualité culturelle, la mode, l’art, la musique, les voyages et l’automobile. Le magazine a été fondé en mai 2008 par Sébastien Vécrin, Patrice Legrand, Pascal Monfort et Arnaud Decker. En mars 2011, Jean-François Pirrone a rejoint l’équipe.
Ligne éditoriale : Luxuriant était un magazine rédigé par des jeunes pour les jeunes. La rédaction proposait un contenu très local, décalé et fun afin d’offrir un média qui colle à la culture grandissante et changeante du Luxembourg.
Elle sélectionnait ses coups de cœur, le meilleur des talents locaux ainsi que les groupes ou artistes internationaux qui se produisaient, exposaient ou passaient au Luxembourg.
Luxuriant se composait d’articles écrit en français, anglais, luxembourgeois et portugais, exactement à l’image du pays : multiculturel et plurilingue.
Le 7 février 2018, la rédaction du magazine a déclaré sa faillite.

## Contenu rédactionnel
Le magazine contient plusieurs rubriques comme la politique, la musique, le tourisme ou bien encore l'automobile.

## Diffusion
Luxuriant était un mensuel luxembourgeois gratuit distribué à hauteur de 36 000 exemplaires dans la totalité du Grand-Duché, via des présentoirs, notamment dans les stations essences Q8 et Total, les supermarchés Delhaize et Match, les centres commerciaux, les bars et les magasins du pays.

## Cible
Les actifs de 18/45 ans, à l'écoute de la mode, des nouveautés technologiques, des tendances, des voyages et des sorties.

## Équipe
L’équipe rédactionnelle se composait du rédacteur en chef Sébastien Vécrin, de la directrice artistique Alice Litscher, du rédacteur en chef mode Pascal Monfort et du directeur marketing Jean-François Pirrone. Ainsi qu'une vingtaine de journalistes pluriculturels, qui revisitaient la mode, les nouveautés technologiques, les tendances, la musique, les voyages et la finance.